# Municipio de Des Moines (condado de Pocahontas)
El municipio de Des Moines (en inglés: Des Moines Township) es un municipio ubicado en el condado de Pocahontas en el estado estadounidense de Iowa. En el año 2010 tenía una población de 169 habitantes y una densidad poblacional de 1,79 personas por km².

## Geografía
El municipio de Des Moines se encuentra ubicado en las coordenadas 42°51′51″N 94°30′9″O / 42.86417, -94.50250. Según la Oficina del Censo de los Estados Unidos, el municipio tiene una superficie total de 94.3 km², de la cual 93,62 km² corresponden a tierra firme y (0,72 %) 0,68 km² es agua.

## Demografía
Según el censo de 2010, había 169 personas residiendo en el municipio de Des Moines. La densidad de población era de 1,79 hab./km². De los 169 habitantes, el municipio de Des Moines estaba compuesto por el 96,45 % blancos, el 0,59 % eran afroamericanos, el 0,59 % eran de otras razas y el 2,37 % eran de una mezcla de razas. Del total de la población el 0,59 % eran hispanos o latinos de cualquier raza.